# Styrax hypargyreus
Styrax hypargyreus är en storaxväxtart som beskrevs av Janet Russell Perkins. Styrax hypargyreus ingår i släktet Styrax och familjen storaxväxter. Inga underarter finns listade i Catalogue of Life.